# Tournette (sculpture)
Pour les articles homonymes, voir Tournette.

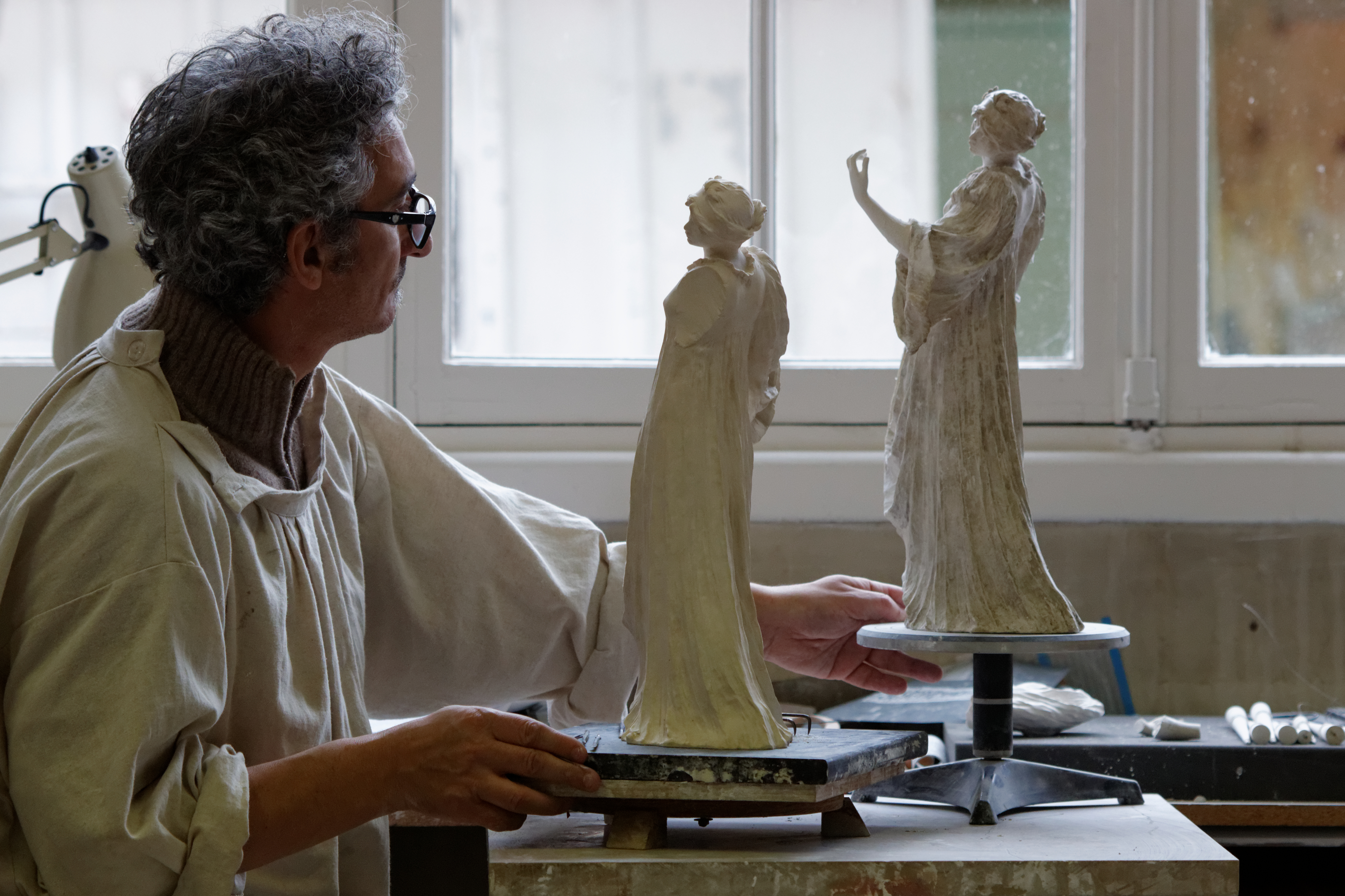
Sculpteur utilisant une tournette à la manufacture nationale de Sèvres.

La tournette est, en sculpture, un plan de travail rotatif, sur lequel est posée la sculpture lors de sa création.
Généralement en bois, elle est composée d'un trépied, d'un plateau rotatif, sur lequel est posé le matériau de sculpture et d'une vis permettant de modifier la hauteur de ce plateau.
La possibilité de faire tourner l'œuvre est essentielle lorsqu'il s'agit d'interpréter un modèle vivant. Dans ce cas, le modèle est également posé sur une sellette rotative, permettant ainsi de comparer les profils et motifs tout autour de la pièce et du modèle.